# OH砲 (プロレス)
OH砲（オーエイチほう）は、プロレスラーの小川直也と橋本真也のタッグチーム。名前の由来は、両選手のアルファベットの頭文字（OgawaとHashimoto）から。

## 略歴
元々、小川と橋本の間には1997年に小川が新日本プロレスでプロレスラーとしてのデビューを飾った際、デビュー戦で橋本と戦ったことに端を発する因縁が存在した。1999年1月には小川がシュートを仕掛け、2000年4月には「橋本真也34歳小川直也に負けたら即引退スペシャル」と題するシングルマッチで負けた橋本が一時引退に追い込まれるなど、小川と橋本は常に「犬猿の仲」と見られていた。
しかし、同年11月に橋本が新日本プロレスを解雇され、翌2001年にプロレスリングZERO-ONEを旗揚げすると、小川は旗揚げ当初こそ橋本との対決姿勢を打ち出していたがその後、実質的に団体運営に協力する形でOH砲を結成した。
OH砲は主戦場であるZERO-ONEや当時、ZERO-ONEが運営協力していたハッスルはもちろんのこと、全日本プロレスなど他団体にも積極的に参戦したが、2004年11月にZERO-ONEが崩壊したのに伴い、橋本が長期休養に入ったためOH砲も活動を停止した。翌2005年7月、橋本が40歳の若さで亡くなったため、OH砲としての活動再開はとうとう叶わぬ夢となってしまった。